# Sportovec roku 1995

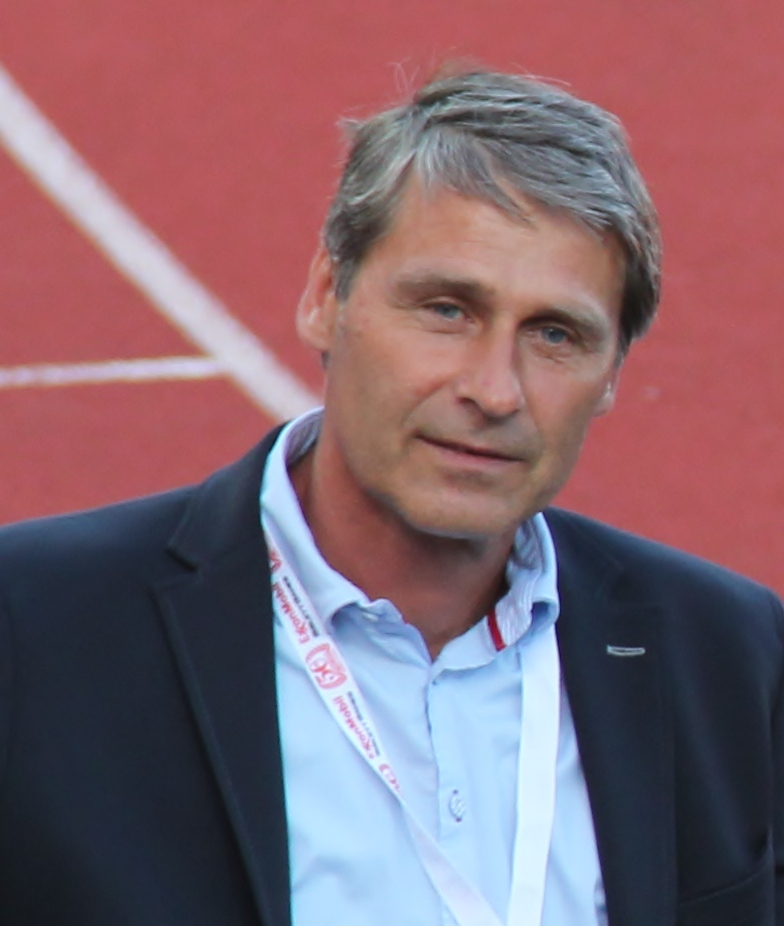
Jan Železný

Sportovec roku 1995 byl 37. ročník ankety Sportovec roku a třetí v samostatném Česku. Vítězem se stal oštěpař Jan Železný, který toho roku v Göteborgu získal svůj druhý titul mistra světa. Šlo o jeho druhý triumf v anketě (poprvé ji vyhrál roku 1993). V kategorii družstev zvítězila česká fotbalová reprezentace, která toho roku postoupila na mistrovství Evropy.

## První desítka jednotlivci
1. Jan Železný (atletika)
2. Jaromír Jágr (lední hokej)
3. Radka Kovaříková – René Novotný (krasobruslení)
4. Dominik Hašek (lední hokej)
5. Radek Drulák (fotbal)
6. Martin Doktor (kanoistika)
7. Tomáš Dvořák (atletika)
8. Daniela Bártová (atletika)
9. Václav Chalupa (veslování)
10. Miroslav Šimek – Jiří Rohan (kanoistika)

## První trojka družstva
1. česká fotbalová reprezentace
2. atletičtí vícebojaři
3. duatlonisté Česka